# Real Marítimo Futebol Clube
O Real Marítimo Futebol Clube (crioulo cabo-verdiano, ALUPEC: Real Marítimu) o Marítimo Futebol Clube de Cascabulho  é um clube multiesportivo na aldeia de Cascabulho na zona norte da ilha do Maio de Cabo Verde.

## História
O clube foi fundado em 6 de janeiro de 1986
O clube participou a primeira temporada em 2015 jogando na Segunda Divisão da ilha. Venceu o único título de Taça dos Campeões (igualmente conhecido como Troféu de Campeões em outros países) em 2016 sobre o campeão da Primeira Divisão Académico 83.
Real Marítimo participou na primeira temporada da Primeira Divisão em 2017 e terminou em sétimo lugar.

## Títulos
- Taça dos Campeões do Maio: 1

2016
- Segunda Divisão do Maio: 1

2015-16

## Futebol

### Palmarés
| Escalão | Nº Presenças | Títulos | Melhor Classificação |
| I       | 9            | 1       | 1a                   |
| II      | 35           | 9       | 1a                   |

### Classificações regionais
| Temporada | Div    | Pos    | Pts    | J  | V  | E | D  | G.M. | G.S. | Diff. |
| 2015-16   | 3      | 1      | 14 pts | 6  | 4  | 2 | 0  | 13   | 6    | +7    |
| 2016-17   | 2      | 7      | 7 pts  | 12 | 2  | 1 | 9  | 9    | 32   | -23   |
| 2017-18   | 2      | 6      | 14 pts | 14 | 4  | 2 | 8  | 19   | 30   | -11   |
| 2018–19   | 2      | 7      | 10 pts | 14 | 3  | 1 | 10 | 9    | 23   | -14   |
| Total:    | Total: | Total: | 45 pts | 46 | 13 | 6 | 27 | 50   | 91   | -41   |

## Estatísticas
- Melhor posição na campeonato: 7a (regional)
- Melhor pontos totais na temporada: 14 (nacional), em 2001
- Melhor posição: 6a (regional)
- Apresentatas na campeonatos regionais: 4
  - Primeira Divisāo: 3
  - Segunda Divisão: Um, em 2015
- Apresentatas na taças regionais: 4
- Jogos totais de campeonato: 46 (abril de 2019)
  - Na casa: 23
  - Em visito: 23
- Pontos totais: 45
  - Primeira Divisão: 14
- Vences totais: 13
  - Primeira Divisão: 7
- Empates totais: 6
  - Primeira Divisão: 4
- Gols totais: 50
  - Primeira Divisão: 43
  - Segunda Divisão: 13
- Melhor pontos totais na temporada: 14 pts (regional), em 2016 e 2018
- Melhor gols totais na temporada: 19 (regional), em 2018
- Melhor vences totais na temporada: 4 (regional), em 2015 e 2018
- Melhor temporada: 2017 (2 vences, 1 empate, 9 derrotas) - Primeira Divisão
- Derrotas totais: 27